# مقبرة ميروغوي
مقبرة ميروغوي (بالكرواتية: Mirogoj) هي مقبرة تعد من أهم معالم العاصمة الكرواتية زغرب. تضم المقبرة رفات موتى من الكاثوليك والأرثوذكس والمسلمين واليهود والبروتستانت والمورمون، وحتى الملحدين والمقابر التي لا تدل على ديانة ساكنيها. ومن بين المدفونين في المقبرة كثير من الشخصيات البارزة في تاريخ كرواتيا.
بدأ إنشاء المقبرة سنة 1876، على قطعة من الأرض مملوكة للعالم اللغوي ليوديفيت غاي، وتولى المعماري الفرنسي الألماني هيرمان بوليه تصميم المبنى الرئيس. وقد بُدئ في تشييد الأروقة المعمدة والقباب والكنيسة التي في المدخل سنة 1879، وانتهت الأعمال الإنشائية في المقبرة سنة 1929.

## مشاهير دُفنوا في المقبرة
- تين أويفيتش: شاعر.

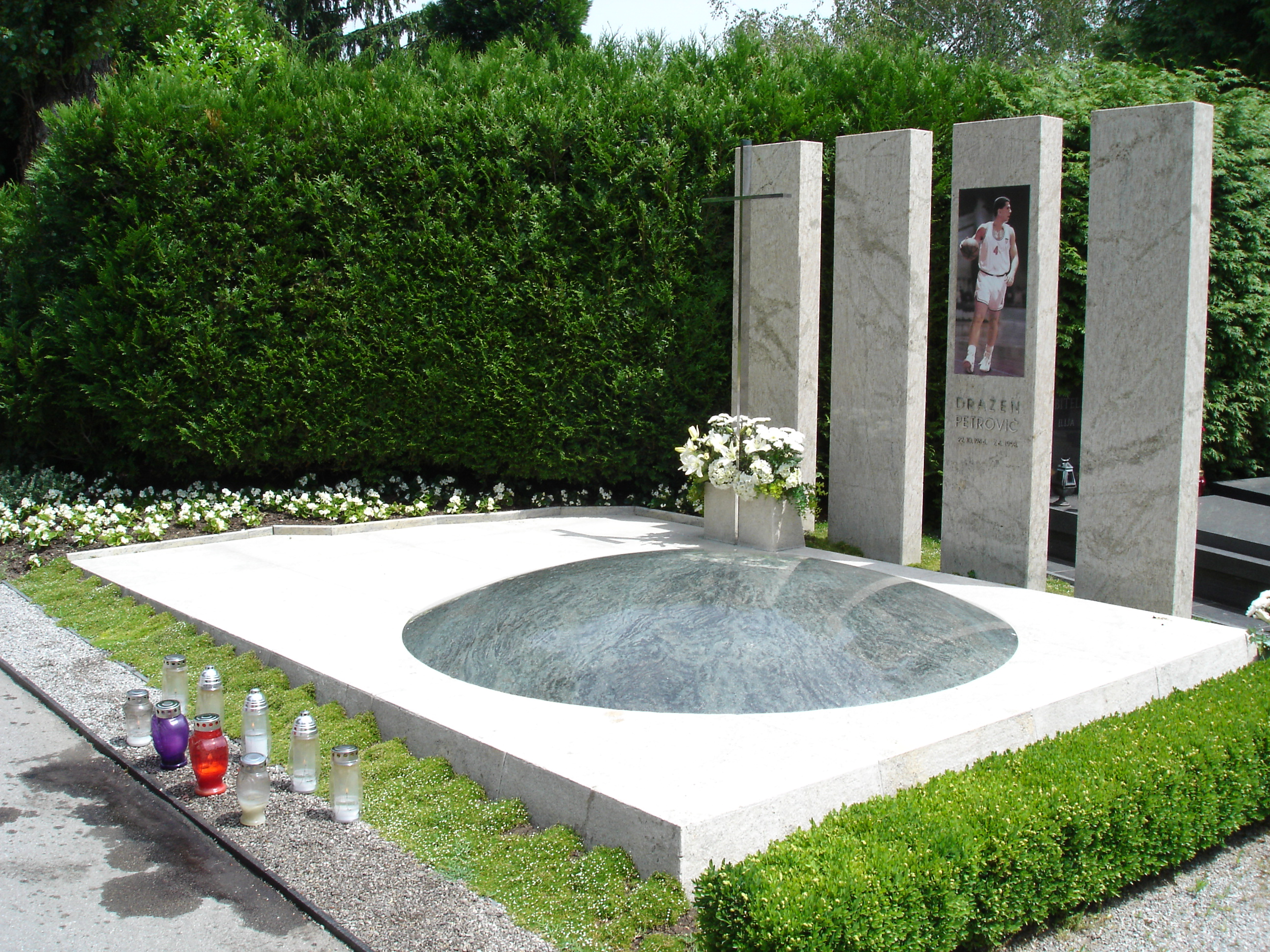
قبر لاعب كرة السلة دراجان بتروفيتش

- دراجان بيتروفيتش: لاعب كرة سلة، حصل على ميداليتين أولمبيتين ضمن منتخب يوغسلافيا عامي 1984 و1988.
- فرانيو تودجمان: أول رئيس لجمهورية كرواتيا.
- فلاديمير بريلوغ: كيميائي، حصل على جائزة نوبل في الكيمياء سنة 1975.
- ميروسلاف كرليجا: كاتب شهير.

## النصب التذكارية

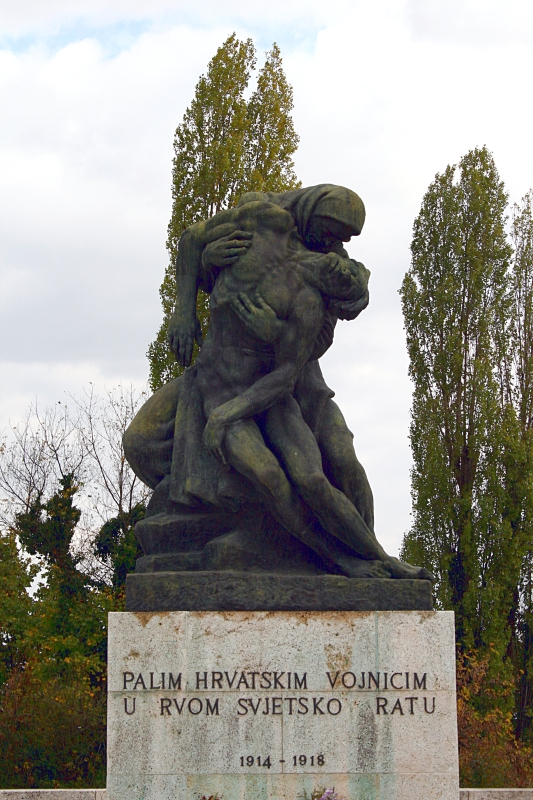
النصب التذكاري للجنود الكروات من ضحايا الحرب العالمية الأولى

- نصب تذكاري للجنود الكروات من ضحايا الحرب العالمية الأولى (1919)
- نصب تذكاري لأطفال جبل كوزارا
- قبر أبطال الشعب (1968)
- صليب تذكاري لجنود الحرس الوطني الكرواتي (1993)
- نصب تذكاري لضحايا بلايبرغ وطريق الصليب (1994)
- مقبرة عسكرية ألمانية (1996)
- نصب «صوت الضحايا الكروات ـ جدار الألم» (للكروات من ضحايا حرب الاستقلال الكرواتية)

## وصلات خارجية
- الموقع الرسمي (باللغة الكرواتية)